# 都統
都統是中國古代武官名。十六國前秦始置。清代以後常置，在武職中秩品僅次於駐防將軍。中華民國在北洋政府時期則沿用之。

## 沿革

### 清代以前
前秦建元十九年（383年），苻堅發兵攻打東晉，置少年都統以統領富家子弟兵。唐代後期曾置諸道行營都統，統領各道兵討伐藩鎮。又置都都統節制各行營都統。遼、金時也有都統一職。

### 清代

#### 八旗都統
掌管八旗之都統，是清代八旗制度中每一旗的最高長官，清代早期满语译名有变化。1615年（萬曆四十三年），努爾哈赤置“固山額真”，其下有左、右“梅勒額真”（後改“梅勒章京”）各一人。
「固山額真」（转写：gūsa-i ejen）中，固山翻译为“旗”，额真翻译为“主子”，「固山額真」意译即旗主。因此，容易与一旗之主的“旗主”产生混淆。当代研究者指出，固山额真实是各旗的管旗大臣，“他并不占有、专主一旗，不过是一旗的总管:155”。
順治十七年（1660年），清廷定固山額真之漢名為“都統”，梅勒章京（转写：meiren-i janggin）為“副都統”。雍正元年（1723年），固山額真改為「固山昂邦」（穆麟德轉寫：gūsa be kadalara amban，意为“管旗大臣”）。
八旗中滿洲、蒙古、漢軍各置一人，共24人。都統掌管該旗屬戶籍、田產、教養、軍械、操練、營制、補放官爵等旗務。初置時為正一品，後改為從一品。副都統為正二品。天命至康熙五朝，百余年间，八旗都统均“在府办事”，无公所衙门。雍正元年（1723年），清廷在北京始设“八旗都统衙门”。各旗均有自己的衙门，办公地址也多次迁移。至少在光绪中期至宣统年间。京师内城在不同时期作过都统衙门地点的共有34处，若再加上“值年旗衙门”，则总数达到35处之多，远远超出其他军政衙门所设公所的数量。

#### 駐防八旗都統
清代駐紮於各地的“駐防八旗”军政合一之長官也稱都統，“掌鎮守險要、綏和軍民、均齊政刑、修舉武備”。在不設駐防將軍之處，都統即為該地方的行政長官。清代駐防於各處的都統有：
- 遊牧察哈爾駐防都統，即察哈爾都統，駐万全县張家口，統領八旗察哈爾，節制锡林郭勒盟。
- 熱河都統，駐承德，统辖热河一带事务，節制卓索圖盟、昭烏達盟。
- 綏遠城都統，駐綏遠城，轄歸化城土默特二旗。乾隆二十八年（1763年）裁撤，事务统归绥远城将军。
- 烏魯木齊都統，駐烏魯木齊，统辖東疆一带事务，由烏魯木齊參贊大臣改置，視同駐劄大臣。

除了驻防都统，清廷还设有驻防副都统。大多数副都统受駐防將軍或都统管辖，驻地不设将军者，则独当一面，为驻防旗营最高长官，称专城副都统，总掌本处驻防旗营的军政庶务，可直接向皇帝专折奏事，其防务直辖于兵部。各處駐防副都統有：
- 盛京将军：盛京副都統、錦州副都統、金州副都统（衙门由熊岳副都统遷駐）、兴京副都统（清末设）
- 吉林将军：寧古塔副都統、伯都訥副都統、三姓副都統、吉林副都統、阿勒楚喀副都統、拉林副都統（旋即裁撤）、琿春副都統
- 黑龍江将军：黑龍江副都統、墨爾根副都統、齊齊哈爾副都統、布特哈副都統、呼蘭副都統（旋即裁撤）、呼倫貝爾副都統、通肯副都統（旋即裁撤）
- 伊犁将军：伊犁副都統（後改塔爾巴哈台副都統）
- 藩部受都统轄制的副都统：察哈爾副都統，烏魯木齊副都統
- 专城驻防副都统：直隸密雲副都統、山海关副都統，山東青州副都統（将军改设），甘肃涼莊副都統（将军改设）
- 內地受将军节制的驻防副都统：太原副都統（旋即裁撤），歸化城副都統、綏遠城副都統（旋即裁撤），江寧副都統、京口副都統，福州副都統，杭州副都統、乍浦副都统，荊州左、右翼副都統，成都副都統，廣州滿洲、漢軍副都統，西安副都統，寧夏副都統

### 中華民國時期
民國初年，北洋政府時期仍保留熱河都統、察哈爾都統职位，並將綏遠城將軍改為绥远都统，作為該地方最高行政長官，相當於省長。